# Akujävrkielas
Akujävrkielas är en kulle i Finland. Den ligger i Utsjoki kommun i landskapet Lappland, i den norra delen av landet, 1 000 km norr om huvudstaden Helsingfors. Toppen på Akujävrkielas är 371 meter över havet. Akujävrkielas ligger vid sjön Akujävri. Den ingår i Paistunturit.
Terrängen runt Akujävrkielas är varierad.  Trakten runt Akujävrkielas är nära nog obefolkad, med mindre än två invånare per kvadratkilometer. Omgivningarna runt Akujävrkielas är i huvudsak ett öppet busklandskap.